# Maria Doolaeghe
Maria van Ackere–Doolaeghe, née le 25 octobre 1803 à Dixmude et morte le 7 avril 1884  à Dixmude, est une écrivaine et poétesse belge de langue néerlandaise.

## Œuvres
Ses œuvres ne sont pas traduites en français.
- Nederduitsche letteroefeningen (1834)
- Dichtstuk bij den inhuldiging van den Nieuwen Steenweg van Dixmude op Pervysen (1840)
- Madelieven (Dixmude, 1840)
- Palfijn (uitvinder van den forceps), poème patriotique (Gand, 1848)
- Sinte Godelieve, Vlaemsche legende uit de XIde eeuw, dichtwerk (1849)
- De avondlamp (1850)
- Den weledelen heere de Breyne-Peellaert, herkozen als burgemeester der stad Dixmude (Dixmude, 1855)
- De schoone kunsten in België (Zetternam, 1957)
- Winterbloemen (Gand, 1868)
- Najaarsvruchten (1869)
- Petronella Moens, Hollands blinde dichteres (Anvers, 1872)
- Nieuwe dichtbundel (Gand, 1873)
- Madelieven en avondlamp (1876)
- Najaarsvruchten en winterbloemen (1877)
- Nieuwste gedichten (1878)
- Jongste dichtbundel (Roulers, 1884)